# Condé-sur-Aisne
Condé-sur-Aisne é uma comuna francesa na região administrativa de Altos da França, no departamento de Aisne.